# بيئة طبيعية

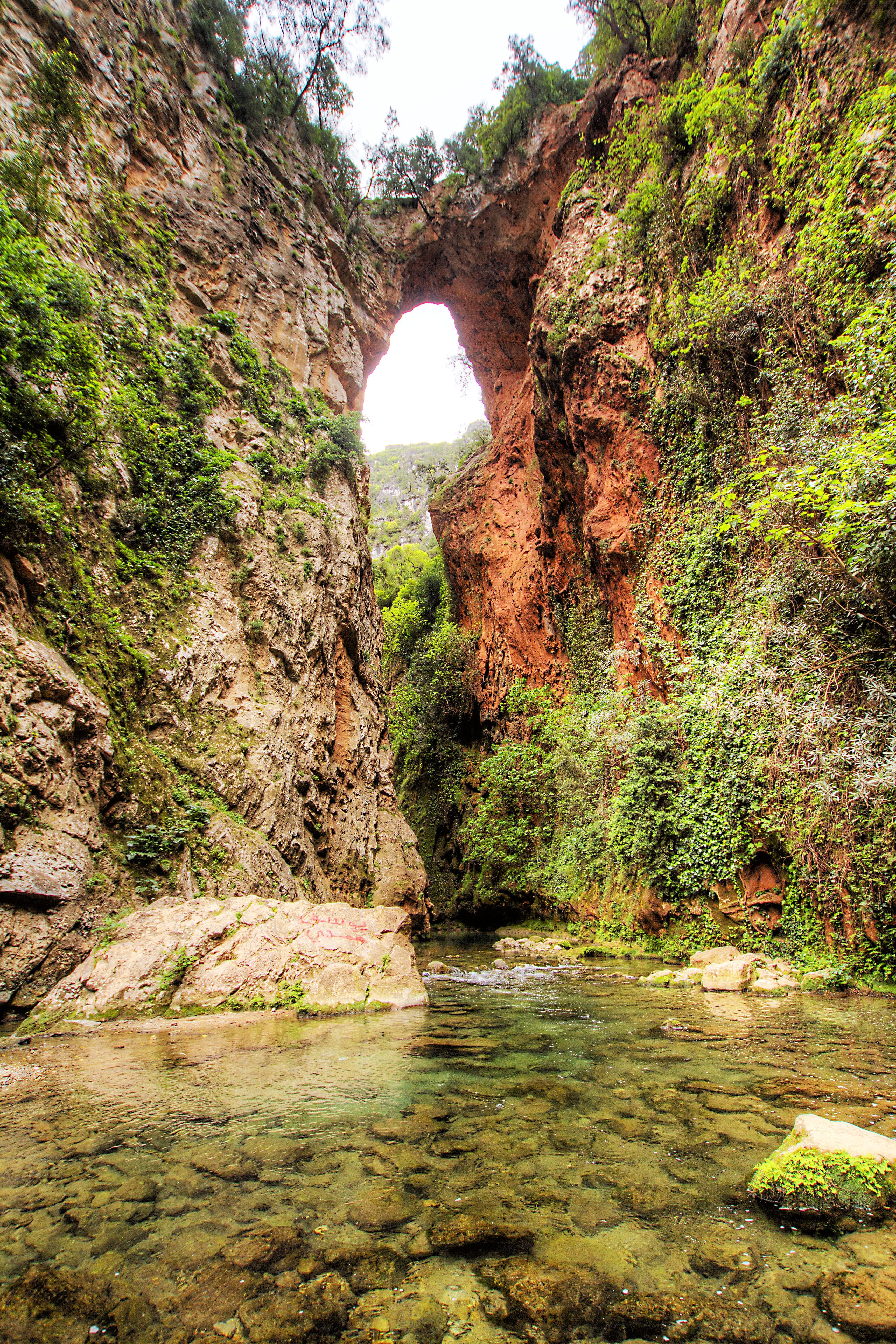
منظر طبيعي في أقشور في المغرب.

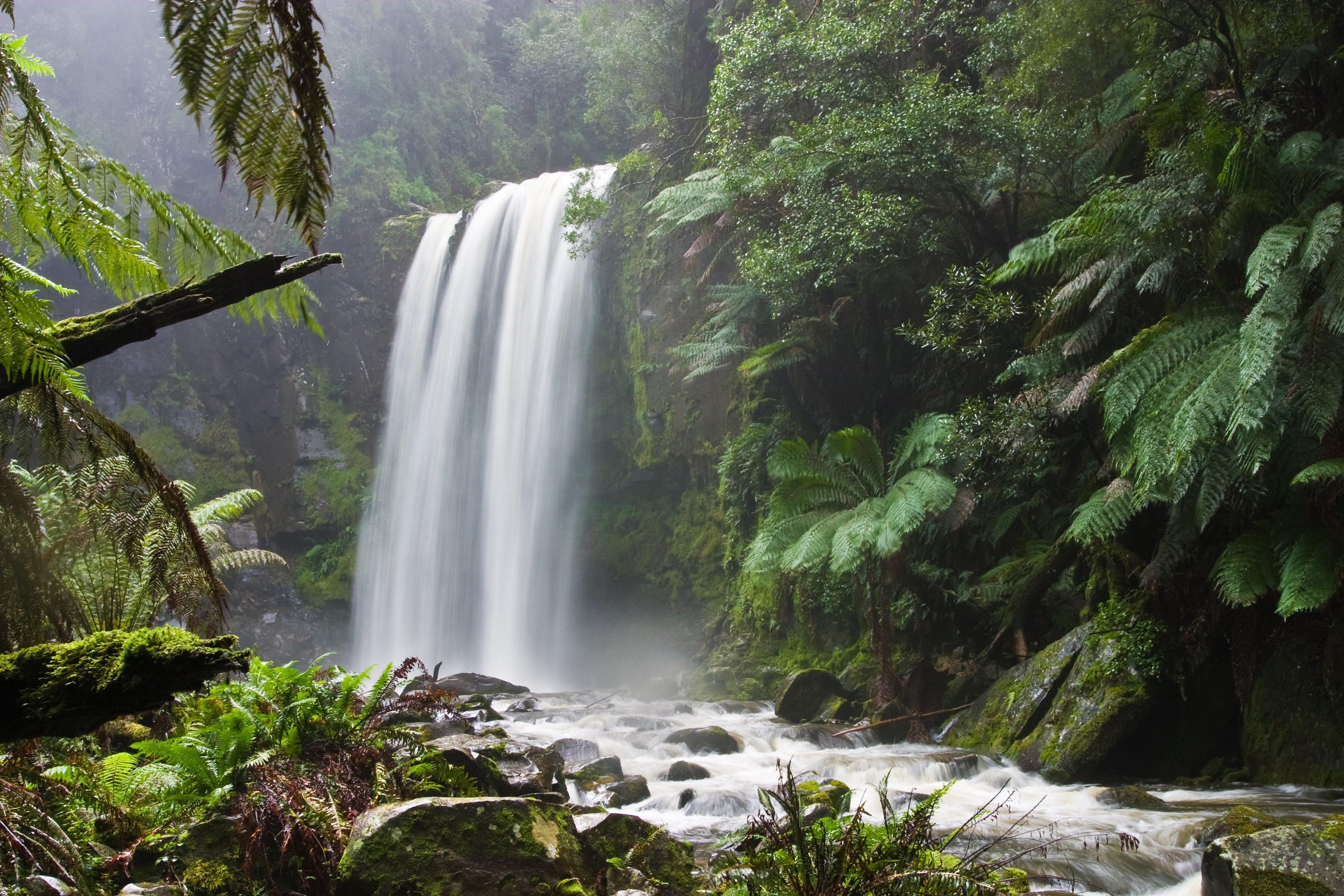
شلالات هوبتون Hopetoun Falls الأسترالية الخاضعة لسياسة إدارة الأراضي.

البيئة الطبيعية تشمل جميع الكائنات الحية، والعناصر غير الحية، التي توجد على كوكب الأرض بشكل طبيعي، ويمكن تمييز البيئة الطبيعية/ من خلال احتوائها على العناصر الآتية:
- وحدات بيئية كاملة تعمل كأنظمة طبيعية دون تدخل بشري، بما في ذلك جميع النباتات والحيوانات والكائنات الدقيقة، والتربة والصخور والغلاف الجوي والظواهر الطبيعية التي تتواجد ضمن حدود جغرافية واضحة.
- موارد طبيعية عالمية وظواهر فيزيائية ليس للبشر دخل فيها مثل الهواء والماء والمناخ والطاقة الإشعاعية والشحنة الكهربائية والمغناطيسية، التي لا تتواجد ضمن حدود واضحة المعالم.

وتختلف البيئة الطبيعية عن تلك العمرانية التي صنعها البشر إلا أنّ المناطق الجغرافية التي تضم تلك البيئات العمرانية تصنّف على أنها بيئة طبيعية.

## التركيب
تميز علوم الأرض عمومًا بين أربعة أغلفة وهي الغلاف الصخري، والغلاف المائي، والغلاف الجوي، والمحيط الحيوي كنظائر للصخور والماء والهواء والحياة على التوالي. يشمل بعض العلماء ضمن أغلفة الأرض الغلاف الجليدي (المقابل للجليد) كجزء متميز من الغلاف المائي، وكذلك الغلاف الترابي (الموافق للتربة) كغلاف نشط ومتداخل. إن علم الأرض (والمعروف أيضًا باسم العلوم الأرضية أو العلوم الجغرافية أو علوم الأرض)، هو مصطلح يشمل كافة العلوم المتعلقة بكوكب الأرض. هناك أربعة تخصصات رئيسية في علوم الأرض، ألا وهي الجغرافيا والجيولوجيا والجيوفيزياء وعلم تقسيم الأرض. تستخدم هذه التخصصات الرئيسية الفيزياء والكيمياء والبيولوجيا وعلم التسلسل الزمني والرياضيات لبناء فهم نوعي وكمي لمناطق الأرض أو أغلفتها الرئيسية.

## النشاط الجيولوجي
إن قشرة الأرض، أو الغلاف الصخري، هي السطح الخارجي الصلب لكوكب الأرض وتختلف كيميائيًا وميكانيكيًا عن الوشاح أسفلها. تولدت القشرة بشكل كبير من خلال عمليات الصخور النارية التي تبرد فيها الصهارة وتتصلب لتشكل صخورًا صلبة. يقبع وشاح الأرض تحت الغلاف الصخري، ويتسخن هذا الوشاح عن طريق تحلل العناصر المشعة. على الرغم من أن الوشاح صلب، فهو في حالة من الحمل الحراري الصلب/السائل. تؤدي عملية الحمل الحراري هذه إلى تحريك الصفائح الصخرية، ولو ببطء. تُعرف العملية الناتجة باسم الصفائح التكتونية. تنجم البراكين في المقام الأول عن ذوبان قشرة غائصة، أو ارتفاع الوشاح في ظهر المحيط، وظاهرة التصعد الصهاري للوشاح.

## المياه على سطح الأرض
توجد معظم المياه في نوع طبيعي أو آخر من أنواع المسطحات المائية.

### المحيطات
المحيط هو جزء رئيسي من المياه المالحة، وأحد مكونات الغلاف المائي. إن نحو 71% من سطح الأرض (وهي منطقة تبلغ مساحتها نحو 362 مليون كيلومتر مربع) مغطى بالمحيط، وهو مسطح مائي مستمر ينقسم عادة إلى عدة محيطات رئيسية وبحار أصغر. يزيد عمق أكثر من نصف هذه المساحة عن 3,000 متر (9,800 قدم). يبلغ متوسط ملوحة المحيطات نحو 35 جزءًا في الألف (3.5%)، ويبلغ معدل ملوحة جميع مياه البحر تقريبًا بين 30 إلى 38 جزءًا في الألف. على الرغم من الاعتراف بهذه المياه عمومًا على أنها مكونة من العديد من المحيطات «المنفصلة»، فهي تشكل مسطحًا عالميًا واحدًا ومترابطًا من المياه المالحة، والذي يشار إليه غالبًا باسم المحيط العالمي. تشكل قيعان البحار العميقة أكثر من نصف سطح الأرض، وهي من أقل البيئات الطبيعية المُعدلة. تُعرّف الأقسام المحيطية الرئيسية جزئيًا عن طريق القارات، والأرخبيلات المختلفة، وغيرها من المعايير: هذه الأقسام هي (بترتيب تنازلي تبعًا للحجم) المحيط الهادئ، والمحيط الأطلسي، والمحيط الهندي، والمحيط الجنوبي، والمحيط المتجمد الشمالي.

## أقسام البيئة الطبيعية

### الهواء الجوي
يعتبر الهواء من أثمن عناصر البيئة، فهو سر الحياة، أو روح الحياة كما كان يسمى في الحضارات الإنسانية القديمة، وهو ضروري لجميع الكائنات الحية، وخاصة الإنسان الذي لا يستطيع أن يستغني عنه ولو للحظات معدودة، ويمثل الهواء بيئة الغلاف الجوي المحيط بالأرض، ويسمى علمياً بالغلاف الغازي لأنه يتكون من غازات تعتبر من مقومات الحياة للكائنات الحية كالأوكسجين والنتروجين.
ولهذا فإن أية تغيرات تطرأ على المكونات الطبيعية للهواء الجوي، تؤدي إلى تأثيرات سلبية على هذه الكائنات الحية من إنسان وحيوان ونبات.
وقد كان لنشاط الإنسان في العصر الحديث، أثراً كبيراً في الإخلال بتوازن المكونات الطبيعية للهواء على نحو يحمل أخطاراً جسيمة على الحياة على ظهر الأرض بما أدخله بطريقة مباشرة، أو غير مباشرة، من موارد أو طاقة في الغلاف الجوي.

### المياه العذبة
المياه العذبة هي عصب الحياة لأغلب الكائنات الحية، وتمثل المياه العذبة (3%) من الحجم الكلي لمياه الأرض، وهذه النسبة بالرغم من ضآلتها، فإنها تواجه إشكالات عديدة تتمثل في التدهور المضطرد في نوعيتها وفي صلاحيتها للوفاء بالاستخدامات المقصودة منها، بسبب التلوث الناشئ عن الأنشطة الرئيسية المختلفة، وعن الانقلاب الصناعي الهائل، والانفجار السكاني وغير ذلك من الأسباب التي أدت إلى تلوث المياه وجعلها غير صالحة للاستخدامات اللازمة للحياة.

### البيئة البحرية
تلعب البحار والمحيطات دوراً مهماً في حياة الإنسان، فهي تغطي أكثر من 71% من سطح الأرض، وبالتالي فهي تسهم بنصيب وافر من الحفاظ على التوازن البيئي للكرة الأرضية، يضاف إلى ذلك أن البحار والمحيطات تتمتع بأهمية اقتصادية كبرى للإنسان، فهي مصدر لغذائه، ومصدر للطاقة، ومصدر للعديد من الثروات المعدنية والنباتية المختلفة، وسبيل للنقل والمواصلات ومجال للترفيه والاستجمام والسياحة ..إلخ.
فقد ظل الإنسان لمدة طويلة ينظر إلى البحار والمحيطات بوصفها قادرة بسبب مساحتها الواسعة على استيعاب كل ما يلقى فيها من مخلفات ومواد، وأنها قادرة على تنظيف نفسها بنفسها.
غير أن الدراسات الحديثة أثبتت خطأ هذا التصور وكشفت ما تعاني منه البيئة البحرية من تلوث حاد بسبب ما يلقى فيها من فضلات ومواد ضارة، بحيث أضحت مشكلة تلوث البيئة البحرية من المشكلات الخطيرة التي تهدد وجود الإنسان ذاته، فضلاً عن سائر الكائنات الحية الأخرى النباتية والحيوانية.

### التربة
التربة أو الأرض من العناصر الجوهرية لمكونات البيئة البرية، فعليها تقوم الزراعة والحياة الإنسانية والحيوانية. والتربة مورد طبيعي متجدد من موارد البيئة، وهي أحد المتطلبات الأساسية اللازمة للحياة على الأرض تعادل في أهميتها أهمية الماء والهواء، ولكنها في الوقت نفسه معرضة للتأثيرات التي هي من صنع الإنسان، حيث أدت الزيادة السكانية السريعة في العالم، وما واكب ذلك من الحاجة إلى المزيد من الغذاء والطاقة، إلى الإسراف الشديد في استخدام الأرض، وإلى الإفراط الهائل في استعمال كل ما من شأنه زيادة الإنتاج الغذائي من أسمدة كيماوية ومبيدات حشرية وقد نتج عن ذلك إجهاد التربة واستنزافها بصورة أدت إلى تدهورها وأضرت بقدرتها على التجدد التلقائي، وأخلت بالتوازن الدقيق القائم بين عناصرها.
ويعرف البعض تلوث التربة بأنه «الفساد الذي يصيب التربة فيغير من خصائصها وخواصها الطبيعية أو الكيميائية أو الحيوية، أو يغير من تركيبها بشكل يجعلها تؤثر سلباً –بصورة مباشرة أو غير مباشرة- على من يعيش فوق سطحها من إنسان وحيوان ونبات».
وقد اهتم العلماء بموضوع تلوث التربة وتناولوه بالبحث والدراسة لمعرفة كل العوامل والمصادر التي تؤدي إلى تلويث التربة ومحاولة معالجتها.
ويمكن أن أؤكد في هذا المجال أنه من الصعب على الباحث في موضوع التربة أن يهمل بقية العناصر الأخرى كالماء والهواء حيث أن هذه العناصر ترتبط ببعضها ارتباطاً وثيقاً.
وإذا اتخذنا التربة –كمثال- سنجد أن الهواء يتخلل حبيباتها، كما أن مياه الري والأمطار أو المياه الجوفية قد تغمرها أو تتخللها، وبالتالي فإن أي اضطراب في أحد النظم سيؤدي إلى اضطراب بقية النظم الأخرى، ولهذا كان الحديث عن تلوث التربة امتداداً لما سبق ذكره من تلوث الهواء والماء.
وهناك أسباب ومصادر عديدة تؤدي إلى تلوث التربة، فقد تتلوث التربة نتيجة لسقوط الأمطار الحمضية عليها، أو نتيجة لسقوط الغبار الذري الناتج عن التفجيرات النووية التي أحدثها الإنسان في كوكب الأرض.
كما قد تتلوث التربة بالمبيدات الزراعية مما يؤدي إلى إلحاق أفدح الأضرار بالتربة وبخصائصها، وهو ما سينعكس بشكل سلبي على الغذاء الذي يتناوله الإنسان.